# Desenho de fármacos
O processo de desenvolvimento de fármacos é um processo vagaroso e complicado que necessita de uma grande demanda de tempo e dinheiro. De acordo com Pharmaceutical Research and Manufacturers of America (PhRMA) em 2011 foram gastos 96 bilhões de dólares pelas 20 principais empresas farmacêuticas do mundo, considerando que apenas 20% das drogas aprovadas possuem lucros maiores que os gastos para produção esse é um investimento de grande risco. Desse modo, métodos in silico têm sido buscados como uma maneira de permitir que esse processo seja acelerado e mais acessível economicamente. Além disso, essas ferramentas permitem, de maneira racional, uma melhor escolha do composto líder e uma previsão para suas posteriores otimizações.Algumas abordagens utilizadas no desenvolvimento de fármacos são relações estrutura-atividade (SAR) e a relação estrutura-atividade quantitativa (QSAR). A adição orientada de grupos metila, cloro, hidroxila ou benzoíla no composto-molde pode melhorar propriedades farmacológicas da molécula.  A QSAR é uma relação matemática que permite a correlação entre a atividade biológica de um sistema molecular com suas características geométricas e químicas, como o coeficiente de partição, P. Além disso, o desenho de fármacos com base na estrutura foi possível a partir da década de 80 com a determinação de estruturas moleculares por técnicas como cristalografia de raios X e Ressonância magnética. Desse modo, é possível o planejamento do composto baseado na estrutura do alvo a ser modulado por um agonista ou bloqueado antagonista. O composto-molde é a molécula que apresenta o efeito biológico desejado e apresenta algumas características determinantes, como alta afinidade ao seu alvo.